# Hernando Marín
Hernando José Marín Lacouture (El Tablazo, San Juan del Cesar, La Guajira, 1 de septiembre de 1944 - El Bongo, Los Palmitos, Sucre, 5 de septiembre de 1999) fue un compositor colombiano de vallenato. Una de las composiciones más importantes de Marín es la canción La Creciente, la cual fue grabada por el Binomio de Oro, con la voz de Rafael Orozco y el acordeón de Israel Romero.
El himno folclórico del municipio guajiro de Villanueva, Villanueva mía, es autoría de Marín. En 1992, ganó el concurso de la Canción Inédita en el Festival Vallenato con el tema Valledupar del alma. A fines de los 1970 grabó el disco "La Llave" con el acordeonero Alfredo Gutiérrez. En los años 1990 cantó con el acordeonero de Johnny Gámez.
Fue reconocido como compositor de canciones protesta como Los Maestros, interpretada por los Hermanos Zuleta, o La ley del embudo, interpretada por Beto Zabaleta y el acordeón de Emilio Oviedo.

## Fallecimiento
Hernando Marín perdió la vida el domingo 5 de septiembre de 1999 en un accidente de circulación a bordo de un taxi que se salió de la carretera a la altura del cruce El Bongo, jurisdicción de Los Palmitos, departamento de Sucre, su deceso se produce 4 días después de haber cumplido sus 55 años de vida.

## Composiciones
Las siguientes son algunas de las canciones compuestas por Hernando Marín:
| Título                 | Artistas que grabaron                           | Álbum                       | Año de grabación                                                         |
| ---------------------- | ----------------------------------------------- | --------------------------- | ------------------------------------------------------------------------ |
| Tu ausencia            | Rafael Orozco Emilio Oviedo                     | Con Sentimiento             | 1975                                                                     |
| La Creciente           | Binomio de Oro                                  | El Binomio de Oro           | 1976                                                                     |
| La Creciente           | Moisés Angulo                                   | La Pachanga                 | 1996                                                                     |
| La Creciente           | Peter Manjarrés y Sergio Luis Rodríguez         | Sólo clásicos               | 2008                                                                     |
| Villanueva mía         | Silvio Brito                                    |                             |                                                                          |
| El niño.               | Daniel Celedón y Norberto Romero                | Grito de amor               | 1979                                                                     |
| Lágrimas de Sangre     | Binomio de Oro                                  | Por lo Alto                 | 1977                                                                     |
| Luz Mery               | Binomio de Oro                                  | SuperVallenato              | 1979                                                                     |
| Desengañado            | Beto Zabaleta                                   |                             |                                                                          |
| Los Maestros           | Elías Rosado y Goyo Oviedo                      | Bajo el cielo 'e Valledupar | 2010                                                                     |
| La ley del embudo      | Beto Zabaleta y Emilio Oviedo                   |                             |                                                                          |
| El mocoso              | Silvio Brito                                    |                             |                                                                          |
| Campesino parrandero   | Jorge Oñate                                     |                             |                                                                          |
| Tú                     | Los Diablitos                                   |                             |                                                                          |
| Mi futuro              | Diomedes Díaz y Nafer Durán                     | Herencia vallenata          | 1976                                                                     |
| Lluvia de verano       | Diomedes Diaz y Juancho Rois                    | La locura                   | 1978                                                                     |
| Acompáñenme            | Diomedes Díaz y Juancho Rois                    | La locura                   | 1978                                                                     |
| Sanjuanerita           | Jorge Oñate Binomio de Oro                      | Por Siempre                 | 1992                                                                     |
| El gavilán mayor       | Diomedes Diaz & Nicolás Colacho Mendoza         | Dos Grandes                 | 1978                                                                     |
| Canta conmigo          | Diomedes Diaz y Juancho Rois                    | "Canta conmigo"             | "1990"                                                                   |
| La primera piedra      | Elias Rosado y Juancho Rois                     | "La Fuetera"                | "1979"                                                                   |
| Ventana de cristal     | Diomedes Díaz & Elberto 'El Debe' López         | Tres Canciones              | 1976                                                                     |
| El enfermo             | Beto Zabaleta                                   |                             |                                                                          |
| Volvieron              | Ricardo Maestre y Julio Rojas                   | "Volvieron"                 | 1983                                                                     |
| Tempestad              | Silvio Brito y Orangel Maestre                  | "Los Consentidos"           | 1982                                                                     |
| Lo que siento          |                                                 |                             |                                                                          |
| Juramento              | Binomio de Oro                                  | De Caché                    | 1980                                                                     |
| Mentira de las mujeres |                                                 |                             |                                                                          |
| La vecina de Chavita   | Los Hermanos Zuleta                             | Los Mejores Años            | 1986                                                                     |
| Recuerdos              | Binomio de Oro                                  | Clase Aparte                | 1980                                                                     |
| Déjame quererte        | Binomio de Oro                                  | Enamorado como siempre      | 1978                                                                     |
| Corazón indolente      | Binomio de Oro                                  | Festival Vallenato          | 1982                                                                     |
| También te quiero      | Binomio de Oro                                  | Superior                    | 1985                                                                     |
| Cuando un amor se va   | Binomio de Oro                                  | Superior                    | 1985                                                                     |
| El invencible          | Diomedes Díaz y Nicolás Mendoza                 | Con mucho estilo            | 1981                                                                     |
| Girasol                | Daniel Celedón y Norberto Romero                | Diferentes                  | 1978 "Locura de amor" Jorge Oñate y Alvarito López Álbum "Ahora con 1986 |
| Girasol                | Los Hermanos Zuleta                             | El Girasol                  | 1995                                                                     |
| Mis Muchachitas        | Los Hermanos Zuleta                             | Mañanitas de Invierno       | 1993                                                                     |
| La callejera           | Peter Manjarrés y Juancho De la Espriella       | Inolvidables                | 2000                                                                     |
| La bola e' candela     | Peter Manjarrés y Sergio Luis Rodríguez         | Sólo clásicos               | 2008                                                                     |
| La guaireñita          | Peter Manjarrés y Sergio Luis Rodríguez         | Sólo clásicos               | 2008                                                                     |
| Bebiendo yo            | Peter Manjarrés y Sergio Luis Rodríguez         | Sólo clásicos               | 2008                                                                     |
| La dama guajira        | Orlando Acosta e Israel Romero (Binomio de Oro) | Impredecible                | 2006                                                                     |
| Aprende a pedir perdón | Marcos Díaz y Julio Rojas Buendía               | A pesar de todo             | 2001                                                                     |